# تيم هارس
تيم هارس (بالهولندية: Tim Haars)‏ هو مذيع ومقدم تلفزيوني وممثل هولندي، ولد في 6 نوفمبر 1981 في هولندا.

## وصلات خارجية
- تيم هارس على موقع IMDb (الإنجليزية)
- تيم هارس على موقع ألو سيني (الفرنسية)
- تيم هارس على موقع ميوزك برينز (الإنجليزية)
- تيم هارس على موقع قاعدة بيانات الفيلم (الإنجليزية)
- تيم هارس على موقع كينوبويسك (الروسية)